# Mississippi Alluvial Plain

Mississippi Delta
Mississippi River Delta
Mississippi Embayment
Mississippi River-Gulf Outlet Canal

Die Mississippi River Alluvial Plain ist eine vom Mississippi River geschaffene Schwemmebene, auf der Teile von sieben US-Bundesstaaten liegen, Illinois, Missouri, Kentucky, Tennessee, Arkansas, Mississippi und Louisiana.
Die Ebene ist unterteilt in das Mississippi River Delta in der südlichen Hälfte von Louisiana und die obere Mississippi Embayment, die von Zentral-Louisiana nach Illinois verläuft.
Es ist die größte Ökoregion von Louisiana und umfasst 32.000 Quadratkilometer.